# Piran
Piran (em italiano:  Pirano) é um município da Eslovênia. A sede do município fica na localidade de mesmo nome.
Os bairros do município são: Dragonja (Dragogna), Lucija (Lucia), Nova vas nad Dragonjo (Villanova), Padna (Padena), Parecag (Parezzago), Piran (Pirano), Portorož (Portorose), Seča (Sezza), Sečovlje (Sicciole), Strunjan (Strugnano) et Sveti Peter (San Pietro dell'Amata).

## História
O nome da cidade vem da palavra grega pyr que significa fogo. Pois um farol estava instalado neste cabo. Os romanos a chamavam de Piranum.
E finalmente no dominio da República de Veneza no século XIII que duro quase 5 séculos e que  sempre permaneceu um fiel aliado dos Venizianos como Pirano. passo sob o control da Áustria, e sob da Itália no fim da primeira Guerra Mundial. 
Finalmente, após a Segunda Guerra Mundial, e  provisoriamente parte da zona B do território livre de Trieste somente em 1965 passa a ser integrada na  República Socialista Federativa da Jugoslávia, e se chamar oficialmente Piran. O bilinguismo e respeitado até hoje apesar do quase completo êxodo dos moradores escapando do comunismo.
Enfim apos desintegração da mesma virou eslovena.
A Baía de Piran, foi objeto de conflito marítimo sobre o acesso no mar adriatico com a Croácia,e a Eslovénia fez até oposição à adesão da Croácia na União Europeia.

## Personagens  famosos
- Giuseppe Tartini  famoso violonista e compositor italiano  nascido em 1692. Tartini foi homenageado com uma estátua no âmbito do bicentenário de seu nascimento.

## Geminação
- Vis,  Croácia, desde 1973
- Aquileia,  Itália, desde 1977
- Ohrid,  Macedônia do Norte, desde 1981
- Bjugn,  Noruega, desde 1985
- Castel Goffredo,  Itália, desde 1993
- Keszthely,  Hungria, desde 1998
- Indianapolis,  Estados Unidos, desde 2001
- Veneza,  Itália, desde 2001
- Valeta,  Malta, desde 2002
- Acqualagna,  Itália, desde 2003
- Łańcut,  Polónia

## Outras imagens

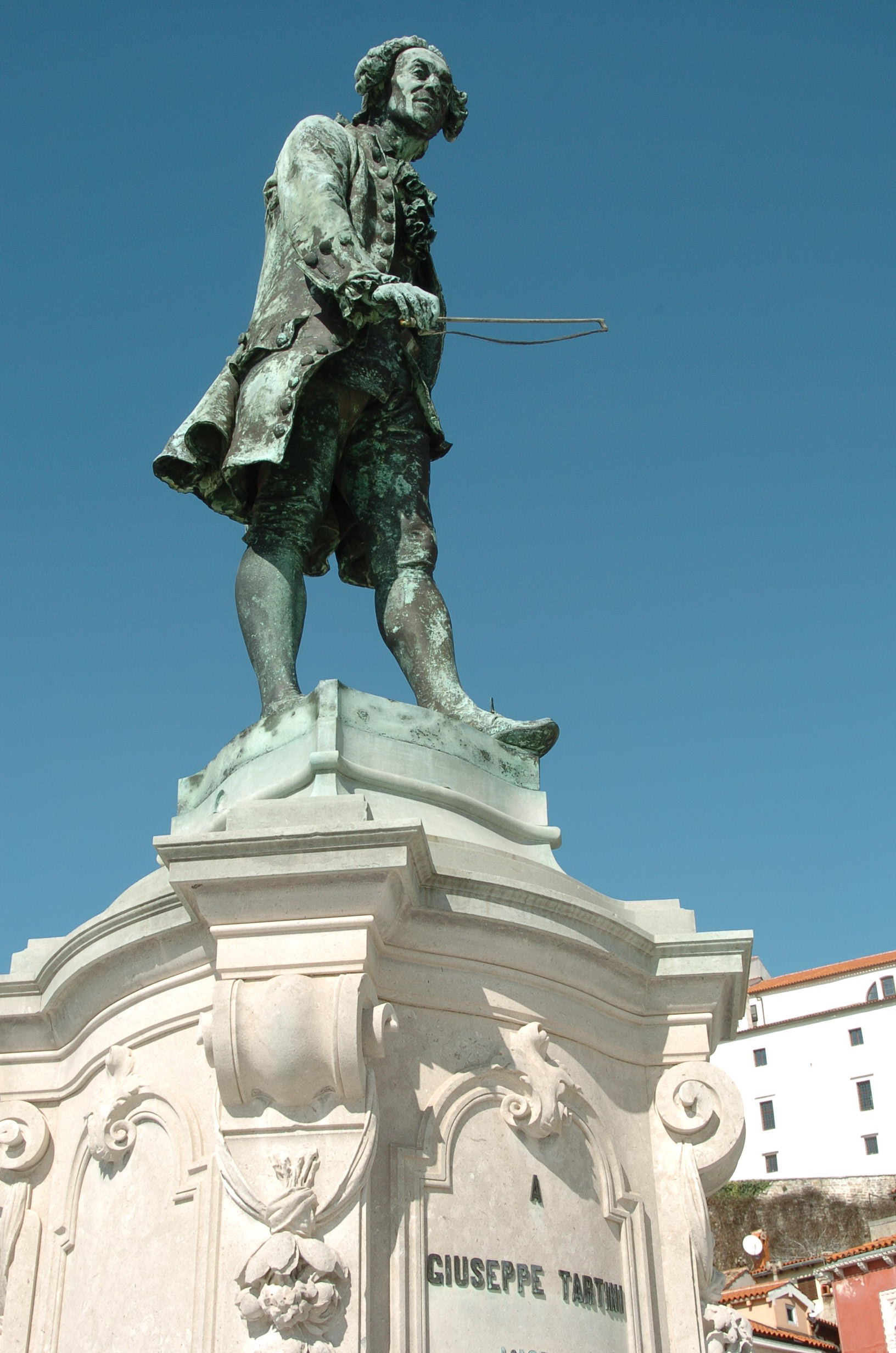
Monumento dedicado à Giuseppe Tartini.
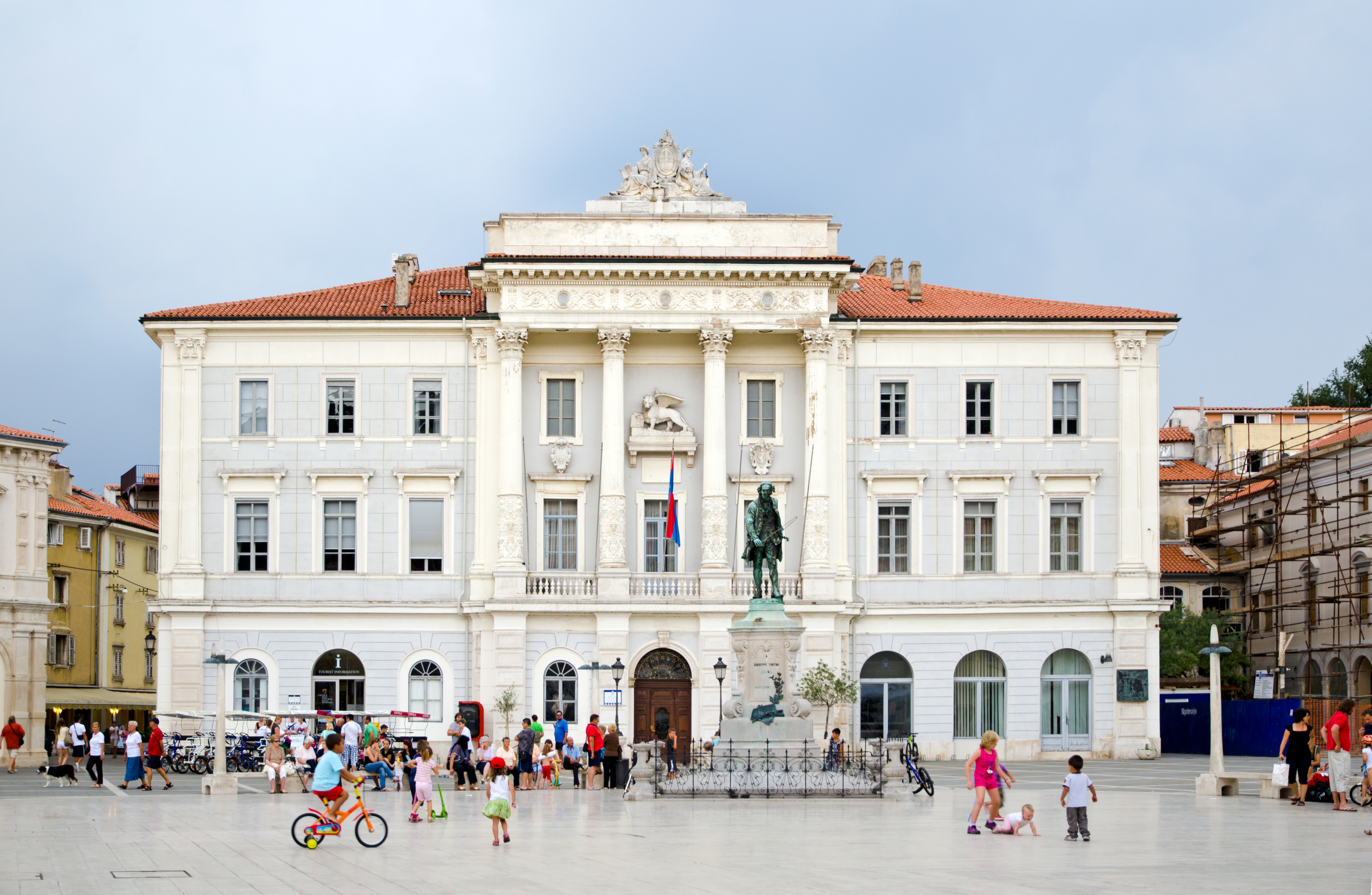
Palácio Municipal.
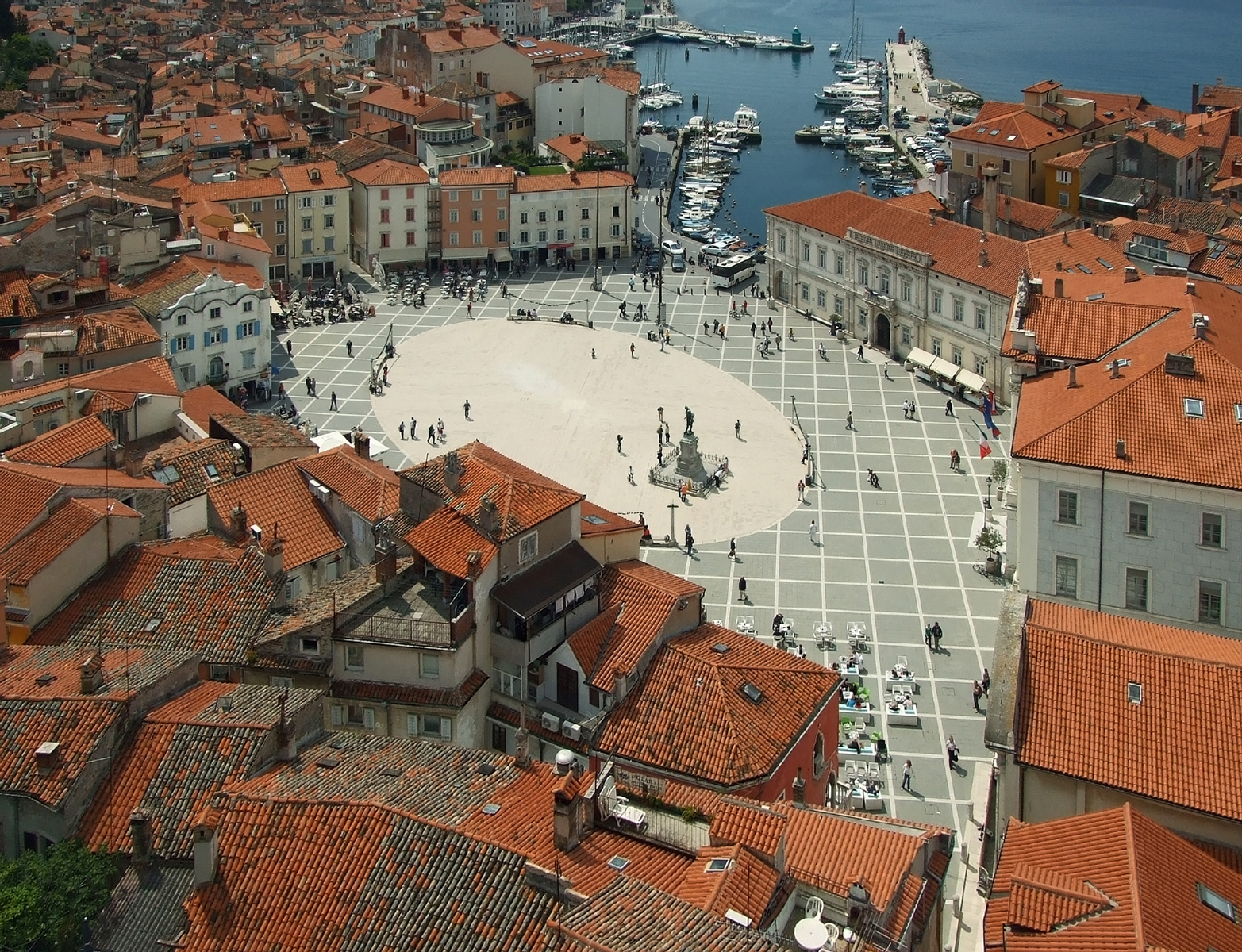
Praça Tartini.
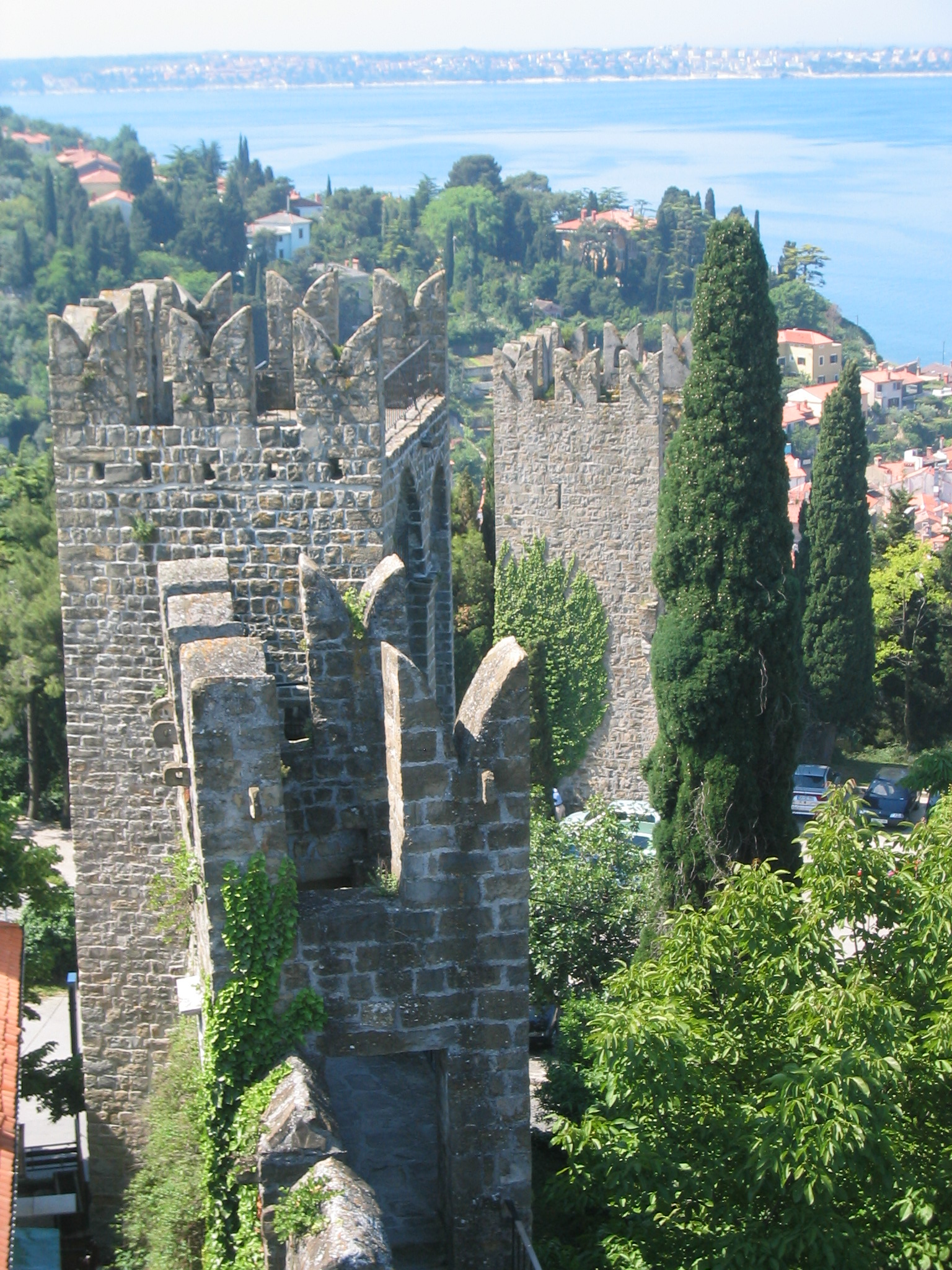
Os muros de Piran.